# Бойл, Ричард, 4-й граф Шеннон
Ричард Бойл, 4-й граф Шеннон (англ. Richard Boyle, 4th Earl of Shannon; 12 мая 1809 — 1 августа 1868) — англо-ирландский аристократ, британский политик от партии вигов, именовавшийся виконтом Бойлом до 1842 года. С 1830 по 1832 год он был членом парламента графства Корк.
Полная титулатура: 3-й барон Карлтон из Карлтона в графстве Йоркшир (с 22 апреля 1842 года), 4-й виконт Бойл из Бандона в графстве Корк (с 22 апреля 1842), 4-й граф Шеннон (с 22 апреля 1842), 4-й барон из Каслмартира в графстве Корк (с 22 апреля 1842 года).

## Предыстория
Родился 12 мая 1809 года. Второй сын Генри Бойла, 3-го графа Шеннона (1771—1842), и его жены Сары Хайд (? — 1830), дочери Джона Хайда из замка Хайд и его жены Сары Бертон. Хайд был потомком семьи Хайд из Денчворта в Беркшире (ныне Оксфордшир).

## Политическая карьера
Ричард Бойл был избран членом парламента на всеобщих выборах в Соединенном Королевстве в 1830 году и переизбран на всеобщих выборах в Соединенном Королевстве в 1831 году. Закон о реформе 1832 года увеличил число лиц, имеющих право голоса, увеличив численность избирателей на 50-80 % и позволив в общей сложности 653 000 взрослых мужчин (примерно один из пяти) голосовать при населении около 14 миллионов человек. На последовавших всеобщих выборах в Соединенном Королевстве в 1832 году графству Корк было разрешено избрать двух членов парламента вместо одного. Ричарду Бойлу не удалось переизбраться, его место занял Фергус О’Коннор, один из лидеров партии чартистов и Гаррет Стэндиш Барри. Гарриет Барри был католиком, первым избранным в парламент после принятия Билля об эмансипации католиков 1829 года . 22 апреля 1842 года умер его отец, и Ричард Бойл стал его преемником в качестве графа Шеннон. До самой своей смерти он не занимал никакой другой политической должности.

## Семья
28 мая 1832 года лорд Шеннон женился в Лондоне на Эмили Генриетте Сеймур (? — 1 декабря 1887). Она была дочерью лорда Джорджа Сеймур-Конвея (163—1848) и Изабеллы Гамильтон (1772 — ?). Его тесть был сыном Фрэнсиса Сеймур-Конвея, 1-го маркиза Хартфорда, и его жены леди Изабеллы Фицрой. Его теща была дочерью преподобного Джорджа Гамильтона, каноника Виндзорского (1718—1787), и его жены Элизабет Онслоу.
У них было два сына:
- Генри Бентинк Бойл, 5-й граф Шеннон (22 ноября 1833 — 8 февраля 1890)
- Фредерик Джеймс Бойл (16 сентября 1835 — 10 октября 1861), офицер королевского флота.